# Yeh yeh
Yeh yeh is een Latin soul nummer geschreven als instrumentaal nummer door Rodgers Grant en Pat Patrick en voor het eerst opgenomen door Mongo Santamaría op zijn album Watermelon Man in 1963. Kort daarna werd er een tekst bij geschreven door Jon Hendricks van de groep Lambert, Hendricks & Ross. Deze versie werd opgenomen en kwam op nummer 1 in de Britse Top 40 in januari 1965 door Georgie Fame and the Blue Flames
Andere covers zijn er gemaakt door Matt Bianco in 1985, Diana Krall op haar album Wallflower uit 2015 en door They Might Be Giants op hun album Mink Car uit 2001.

## Georgie Fame and the Blue Flames
Yeh yeh is een single van Georgie Fame and the Blue Flames in 1964.

### Tracklist

#### 7" Single
Columbia DB 7428
1. Yeh yeh
2. Preach and teach

### Hitnotering

#### Nederlandse Top 40
| Yeh yeh            | Yeh yeh               | Yeh yeh  | Yeh yeh | Yeh yeh | Yeh yeh | Yeh yeh | Yeh yeh | Yeh yeh | Yeh yeh          |
| Hitlijst           | Datum van binnenkomst | Week:    | 1       | 2       | 3       | 4       | 5       | 6       | Laatste notering |
| ------------------ | --------------------- | -------- | ------- | ------- | ------- | ------- | ------- | ------- | ---------------- |
| Nederlandse Top 40 | 23-01-1965            | Positie: | 37      | 27      | 27      | 24      | 27      | 34      | 27-02-1965       |

#### NPO Radio 2 Top 2000
Yeh yeh stond alleen in 1999 in de NPO Radio 2 Top 2000, op plek 1932.